# Douglas Osheroff
Douglas Dean Osheroff (Aberdeen, 1º agosto 1945) è un fisico statunitense, premio Nobel per la fisica nel 1996 assieme a David Lee e Robert Coleman Richardson per la scoperta della superfluidità dell'elio-3..